# Музеј Жеравица
Музеј Жеравица у Новом Милошеву индустријско технички је музеј, чија је колекција старовремених трактора, парних машина јединствена у нашој земљи. У виду сталне поставке, прикупљени трактори изложени су јавности 1991. године у наменски изграђеном објекту.

## Историјат и поставка
Тренутну сталну поставку музеја започео је Миливој Жеравица, а до нивоа угледне збирке, довео је његов син Чедомир. Збирка трактора је у целости прикупљена на домаћем простору. Централно место у колекцији заузимају трактор Hart-Parr 15-30A из 1920. године, који је у радном стању и парна машина Ruston Proctor & Co. из 1884. године. Затим су ту још и бројни примерци произведени у међуратном и послератном периоду.
Експонати сведоче о развоју индустрије пољопривредних машина. Највише је трактора, од којих већина из међуратног периода, произведени у европским и америчким фабрикама, када су се на војвођанским њивама појавили први са гвозденим точковима.
Осим трактора, Жеравице су деценијама скупљали и парне машине, вршалице, и друге машине везане за пољопривреду. Овде се могу видети и стари радио-пријемници, грамофони, писаће машине, Бицикли од пре пет-шест деценија, па чак и фрижидер који није радио на струју. На галерији музејске хале нашли су се реквизити који су се користиле у, сад већ скоро заборављеним, занатима – ковачки, тесарски, содаџијски, берберски, ткачки, сарачки, вуновлачарски... Као и етно поставка, стара школска учионица, музички инструменти...

## „Залазак у свитању”
„Залазак у свитању” је назив за годишњу времеплов презентацију Музеја Жеравица. У оквиру програма организује се презентација рада парне машине и вршалице, као и дефиле старих трактора. Презентација се организује сваке друге суботе у месецу септембру.